# Ulrich Bernstorff-Mylius
Ulrich Johan August greve Bernstorff-Mylius (ved dåben: Bernstorff) (født 3. september 1847 i København, død 19. marts 1930 på Kattrup Gods) var en dansk kammerherre, hofjægermester, premierløjtnant (Hæren), cand.polit. og godsejer til Kattrup Gods.
Han var søn af hofjægermester og godsejer grev Frederik Emil Herman Bernstorff (1818-1894) og Christiane Ulrica Christine Catharine de Mylius (1817-1874) og blev 1872 cand.polit., 1874 besidder af det Mylius-Rashenbergske Fideikommis, 1888 hofjægermester, 1895 Ridder af Dannebrog, 1903 kammerherre og senere Dannebrogsmand. Han var medlem af Nationalbankens repræsentantskab 1907-1928 og af Helsingør Byråd 1888-1894.
Ud over at være godsejer af Kattrup var greven i perioden 1900-1918 i besiddelse af Flinterupgård (det nuværende St. Flinterup).
Den 10. oktober 1877 blev han viet til Marie Louise komtesse Raben-Levetzau (9. december 1856 – 17. september 1934), datter af kammerherre, grev Josias Raben-Levetzau og Siegfriede Victorine von Krogh.

## Børn
- Frederik greve Bernstorff-Mylius (1878-1910)
- Andreas Peter greve Bernstorff-Mylius (1882-1949) kammerherre, hofjægermester, cand.agro., godsejer
- Magdalene Siegfried Ulrica Marie comtesse Bernstorff-Mylius (født 1884) overordentlig stiftsdame i Vallø Stift